# Olivier Allinéi
Olivier Allinei (né le 14 février 1969 à Cannes) est un ancien joueur de basket-ball français. Il joue au poste de meneur et mesure 1,89 m.

## Biographie
Né le 14 février 1969 à Cannes, Olivier Allinei grandit à Golfe-Juan dans les Alpes-Maritimes où il sera, dès son plus jeune âge, bercé dans le monde du ballon orange.

### Vie sportive[1]
Il commence sa carrière de basketteur professionnel au sein du prestigieux championnat NCAA (NCAA Men's Division I Basketball Championship) à l’Allegheny College de Meadville aux États-Unis. 
C’est en 1989, à l’âge de 19 ans, qu’il revient dans l'hexagone pour signer son premier contrat professionnel dans le Championnat français, en Pro A, à Cholet Basket. Il y restera 3 saisons pour ensuite continuer son chemin sur les parquets de Strasbourg (1994-1995), puis Besançon (1995-1997), puis Montpellier (1997-1998), toujours en Pro A.
De 1998 il poursuit sa carrière à l’Hermine de Nantes en Pro B. En 2002, à l'âge de 33 ans, c'est dans ce même club qu'il termine sa carrière professionnelle, en partie à cause d’un genou douloureux.
Parallèlement, Olivier Allinei sera sélectionné à 29 reprises en Équipe de France. Notamment pour le Championnat d’Europe en Allemagne en 1993. Et c’est sous ce maillot tricolore qu’il remportera, la même année, la médaille de bronze aux Jeux Méditerranéens à Agde.
Toutefois après l’arrêt de sa carrière pro, Olivier Allinei ne renonce pas totalement à sa passion et signe dans le Championnat National 2 à l’EOSL d’Angers (Étoile Sportive St Léonard) jusqu’en 2007.

### Reconversion[2],[3]
Après sa carrière sportive, Olivier Allinei commence sa reconversion et passe avec succès le BEP d’ébéniste en tant que candidat libre. Il obtient également son brevet AFPA en tant que plaquiste, ainsi que tous les “niveaux de formation chez BTP Placo”. Sans oublier sa formation Conducteur de travaux passée au sein des Compagnons du Devoir.
Des qualités pluridisciplinaires qui lui permettent en 2007 de devenir chef d’entreprise en reprenant la SARL Cogné, entreprise de plâtrerie à Beaucouzé (49). 
“Une transition qui s’est faite sans trop de difficultés” et dans laquelle il s’investit “à 100%”. Pour lui “le monde du sport et de l’entreprise ont beaucoup de points communs”.

## Clubs
- 1986-1989 :  Allegheny College (NCAA 2)
- 1989-1994 :  Cholet (Pro A)
- 1994-1995 :  Strasbourg (Pro A)
- 1995-1997 :  Besançon (Pro A)
- 1997-1998 :  Montpellier (Pro A)
- 1998-2002 :  Nantes (Pro B)
  - 2002-2006 :  EOSL ANGERS

## Sélection nationale
- 7e au Championnat d'Europe des Nations 1993
- 29 sélections, 52 points
- Première sélection le 14 juin 1991 à Pau contre l'URSS
- Dernière sélection le 4 juillet 1993 à Munich (Allemagne) contre la Bosnie-Herzégovine
  -  Médaille de bronze aux Jeux méditerranéens de 1993 à Agde